# Iberia (azienda)
Iberia Líneas Aéreas de España, S.A. Operadora, Sociedad Unipersonal, commercialmente conosciuta come Iberia, è la compagnia aerea di bandiera della Spagna. Ha come hub l'Aeroporto di Madrid-Barajas.
Iberia, insieme ad Iberia Regional-Air Nostrum e Iberia Express, fa parte dell'Iberia Group che oltre al trasporto di passeggeri e merci, gestisce anche attività correlate, come officine di manutenzione, gestione dei servizi di terra per gli aerei, sistemi di prenotazione on-line e servizi di catering. Iberia Group vola in 102 destinazioni di 39 paesi diversi. Tramite accordi di code sharing, inoltre, serve altre 90 destinazioni.
L'8 aprile 2010, venne confermata la fusione tra Iberia e British Airways da parte delle due società, fusione che venne poi approvata il 29 novembre 2010. La fusione venne poi completata nel gennaio 2011, con la creazione dell'International Airlines Group (IAG), nonostante i vettori continuino ad operare con marchi separati.
A novembre 2012 la compagnia pianificò di tagliare 4.500 dipendenti e ridurre la flotta di 25 aerei, dei quali 20 di corto raggio e 5 di lungo raggio, operazione che venne definita dall'amministratore delegato Luis Gallego "un volo per la sopravvivenza".

## Storia

Logo di Iberia utilizzato dal 1977 al 2013.

Iberia, Compañía Aérea de Transportes venne fondata il 28 giugno 1927 grazie all'investimento di capitale da parte del finanziere Horacio Echeberrieta e Lufthansa di 1,1 milioni di pesetas. Le operazioni di volo iniziarono il 14 dicembre 1927. Nel giro di un anno, il governo spagnolo richiese alla compagnia di operare il servizio postale tra Madrid e Barcellona. Durante la dittatura di Miguel Primo de Rivera, le compagnie aeree spagnole sono state unite e passate sotto il controllo dello Stato tramite una legge definita dal governo stesso "di utilità generale e pubblico interesse", entrata in vigore all'inizio del 1928. Di conseguenza, Iberia, è stata fusa con Compañía de Líneas Aéreas Subvencionadas, S.A. (CLASSA) e cessò le attività di volo il 29 maggio 1929. Il nome Iberia rimase, però, registrato e in quanto nome registrato, venne utilizzato durante le operazioni di volo riprese nel territorio spagnolo verso la fine della guerra civile spagnola. Il 30 settembre 1944, dopo la guerra civile spagnola, Iberia divenne una compagnia aerea completamente statale.

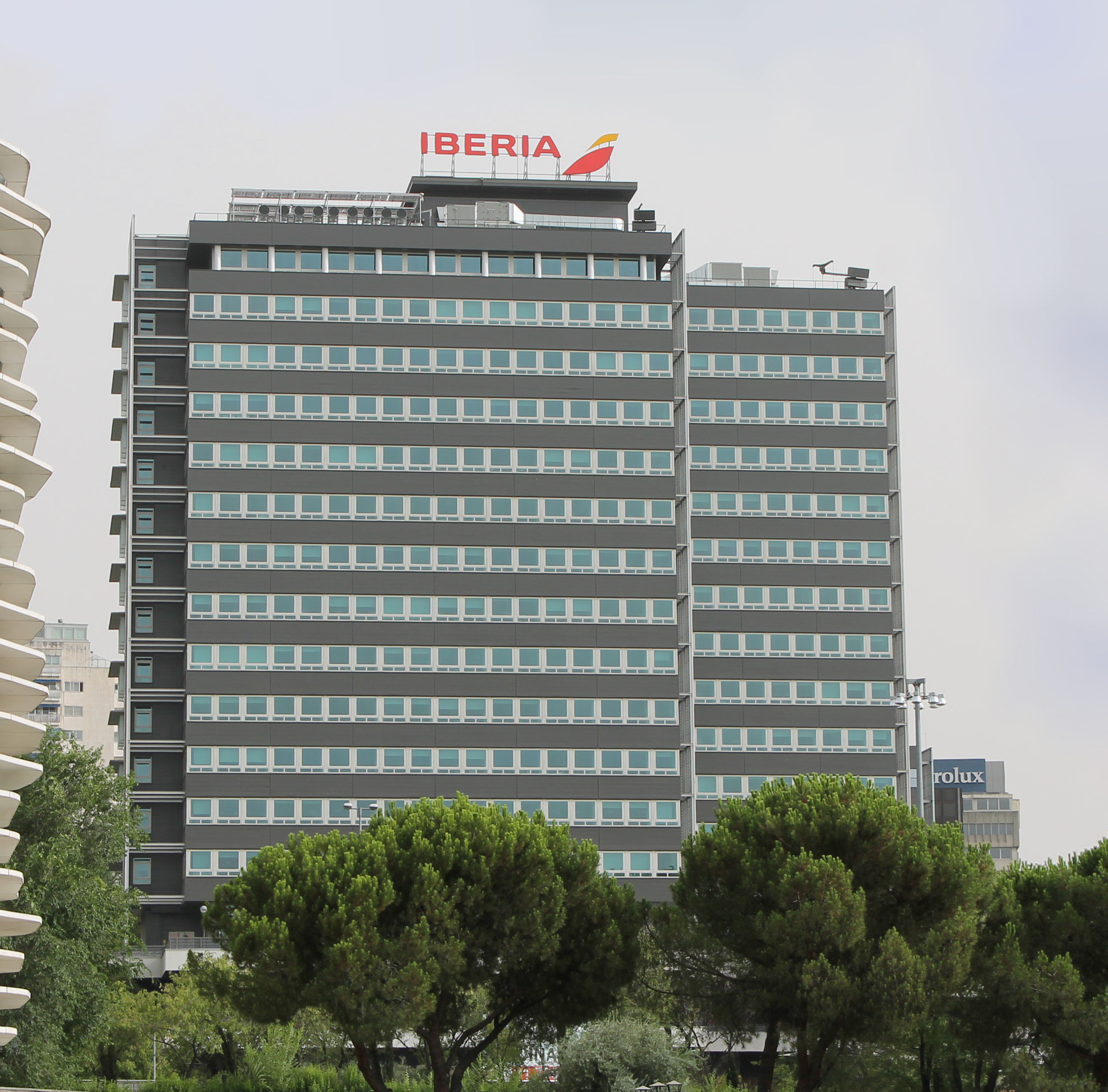
La sede di Iberia

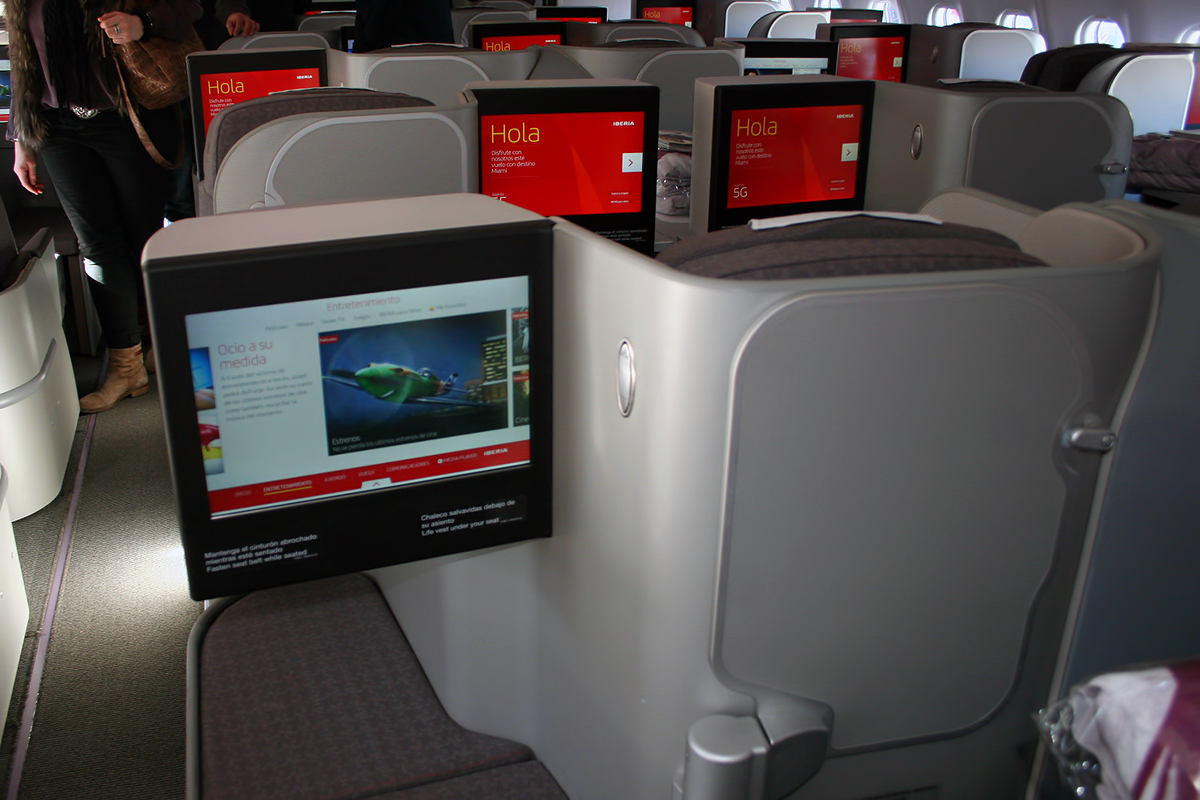
Business Class di un Airbus A330-300 Iberia.

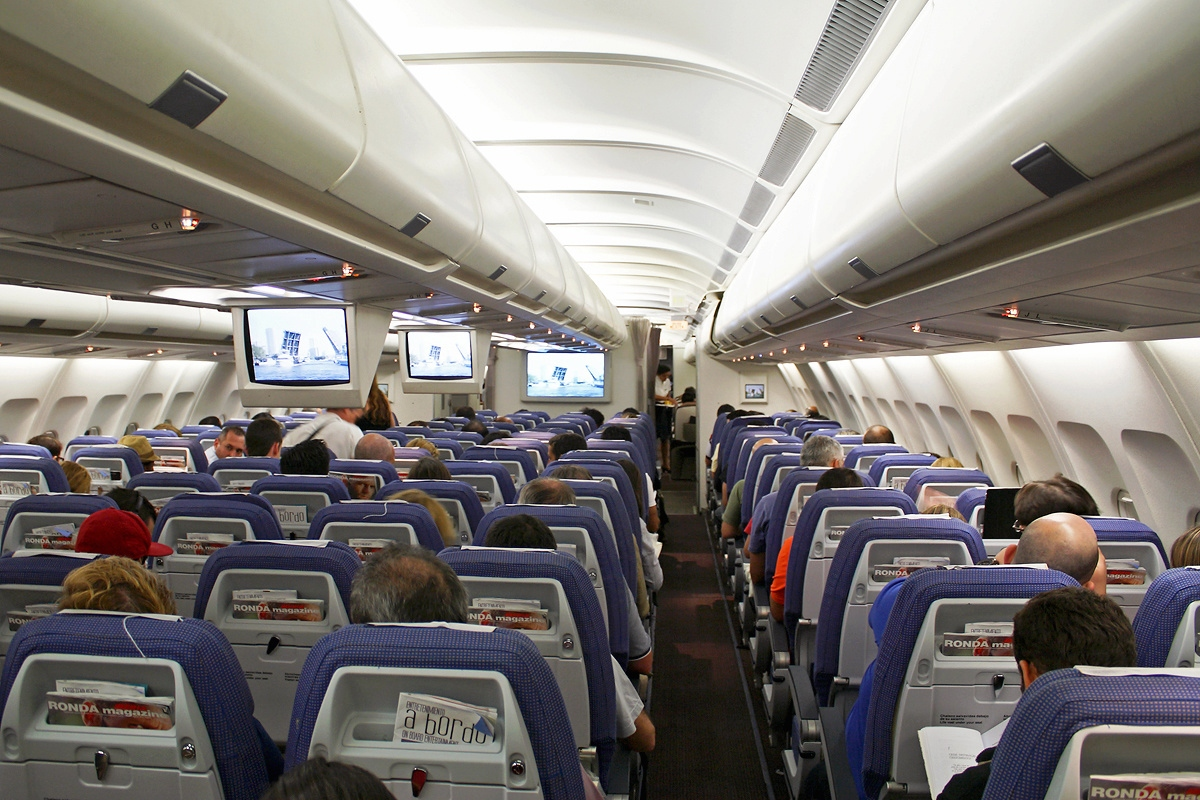
L'interno di un Airbus A340-300 Iberia.

Nel 1946, Iberia è stata la prima compagnia aerea a volare tra Europa e Sud America dopo la seconda guerra mondiale, con un Douglas DC-4 con un collegamento tra Madrid e Buenos Aires. Con il Patto di Madrid, nel 1953, l'obbligo del visto per i visitatori statunitensi che si recavano in Spagna fu eliminato. Questo ha stimolato l'avvio di voli transatlantici tra Spagna e Stati Uniti l'anno seguente. Inoltre, le modifiche apportate a alla Convenzione sull'Aviazione Civile Internazionale di Chicago, tenutasi a Montréal il 14 giugno 1954 deliberò l'autorizzazione al turismo di massa con voli charter.
Al 50º anniversario della compagnia, nel 1981, Iberia, trasportò per la prima volta oltre dieci milioni di passeggeri in un anno. Alla fine degli anni ottanta e l'inizio degli anni novanta, Iberia cominciò ad interessarsi ad altre compagnie aeree spagnole, come Aviaco, Viva Air, Binter Canarias e Binter Mediterraneo oltre che ad alcune compagnie aeree latino-americane, come Aerolíneas Argentinas, Viasa e la cilena Ladeco.
Nel 1987 Iberia, insieme a Lufthansa, Air France e Scandinavian Airlines, fondò Amadeus IT Group, una società GDS, che permise di connettere in tempo reale le compagnie aeree con le agenzie viaggi e i clienti finali.
Nel corso del 2001 Iberia è stata privatizzata e le azioni vennero quotate in borsa. Nel 2002, quando Iberia celebrò il 75º anniversario, risultò che poco meno di 500 milioni di persone hanno volato con essa.
Il 5 febbraio 2006 venne inaugurato il nuovo Terminal 4 dell'Aeroporto di Madrid-Barajas che sarebbe stato destinato ad Iberia ed ai membri dell'alleanza globale Oneworld. Ciò permise una grande espansione per Iberia, che comunque trasporta il 60% dei passeggeri che transitato dallo scalo madrileno. Nel 2005 la compagnia aerea e la sua filiale regionale Air Nostrum trasportarono 21.619.041 passeggeri da e per Barajas.
Nel 2009 Iberia ha raggiunto un accordo per fondersi con la concorrente britannica British Airways. Questa fusione venne completata nell'aprile 2010 con la creazione dell'International Airlines Group. La nuova società è costituita da British Airways e Iberia, così e dalle rispettive controllate e ha come principali hub l'Aeroporto di Londra-Heathrow e l'Aeroporto di Madrid-Barajas, nonché basi minori presso l'Aeroporto di Londra-Gatwick e l'Aeroporto di Barcellona.

## Azionariato
Il 3 aprile 2001, Iberia venne privatizzata e quotata nell'IBEX-35, indice azionario della Borsa di Madrid. I principali azionisti sono: Caja Madrid (23.45%), British Airways (13,2%), SEPI (5,20%) e El Corte Inglés (2,90%). British Airways alzò la sua partecipazione in Iberia con l'acquisto delle azioni rimanenti che American Airlines aveva nella compagnia, pagando 13 milioni di sterline. Questo aumentò la partecipazione complessiva in Iberia al 10% circa e consolidò i suoi due posti nel consiglio d'amministrazione di Iberia. British Airways ha quindi di diritto la possibilità di acquisto di un altro 32% delle azioni di Iberia. Di conseguenza, qualsiasi acquisizione di Iberia richiede l'approvazione di British Airways.
British Airways non può comunque acquistare più del 49% di Iberia, in quanto la compagnia perderebbe lo status di "compagnia aerea spagnola" negli accordi bilaterali tra la Spagna ed i paesi-extra UE. Nonostante gli Stati Uniti, il Canada, la Norvegia e il Marocco riconoscono le compagnie di un paese dell'Unione europea con lo status di "compagnia aerea UE" e quindi permettono a qualsiasi compagnia aerea UE di volare tra un paese UE e il proprio Stato, ciò non è valido per tutti gli altri paesi, compresi quelli dell'America Latina, principale mercato di Iberia.
Il 29 luglio 2008, British Airways e Iberia hanno confermato che erano in trattative per una fusione e il 12 novembre 2009 hanno dato conferma di aver raggiunto un accordo. La fusione è stata approvata dall'antitrust europeo nel luglio 2010. Dalla fusione tra British Airways e Iberia nacque International Airlines Group (IAG), che detiene le due società che continuano ad operare con marchi separati e con status governativi differenti, ovvero Regno Unito e Spagna. 
Iberia detiene il 45% di IAG.

## Oneworld e compagnie controllate
Iberia ha una partecipazione del 9,49% nella low-cost Vueling, vettore che ha sede a Barcellona, il cui azionista principale è IAG, che ne detiene il restante 91,51%. Ciò è stato fatto per garantire che IAG non possedesse il 100% delle azioni di Vueling, ma che esse sarebbero state divise tra le sue divisioni. Iberia ha anche una quota pari al 0,95% in Royal Air Maroc.
Il 1º settembre 1999, Iberia si è unita all'alleanza Oneworld, fondata solo sette mesi prima da American Airlines, British Airways, Cathay Pacific e Qantas.

### Accordi di codeshare
A marzo 2018 Iberia ha accordi di codeshare con le seguenti compagnie:
- Air Italy
- American Airlines
- Avianca
- British Airways
- Bulgaria Air
- Cathay Pacific
- Copa Airlines
- Czech Airlines
- EL AL
- Evelop Airlines
- Finnair
- Interjet
- Japan Airlines
- LATAM
- Malaysia Airlines
- Qantas
- Qatar Airways
- Royal Air Maroc
- Royal Jordanian
- S7 Airlines
- SriLankan Airlines
- Ukraine International
- Vueling

## Flotta

### Flotta attuale

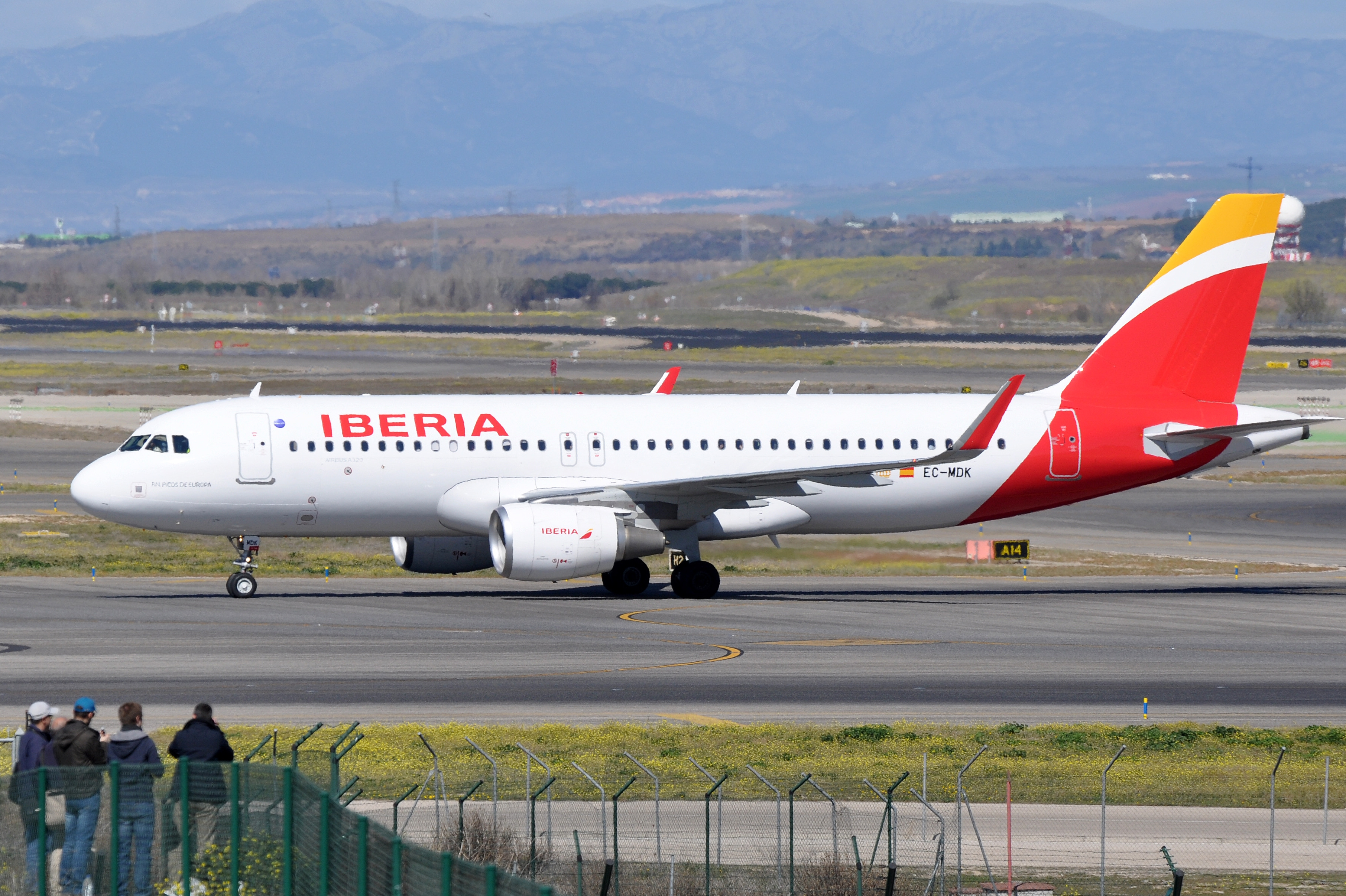
Un Airbus A320-200.

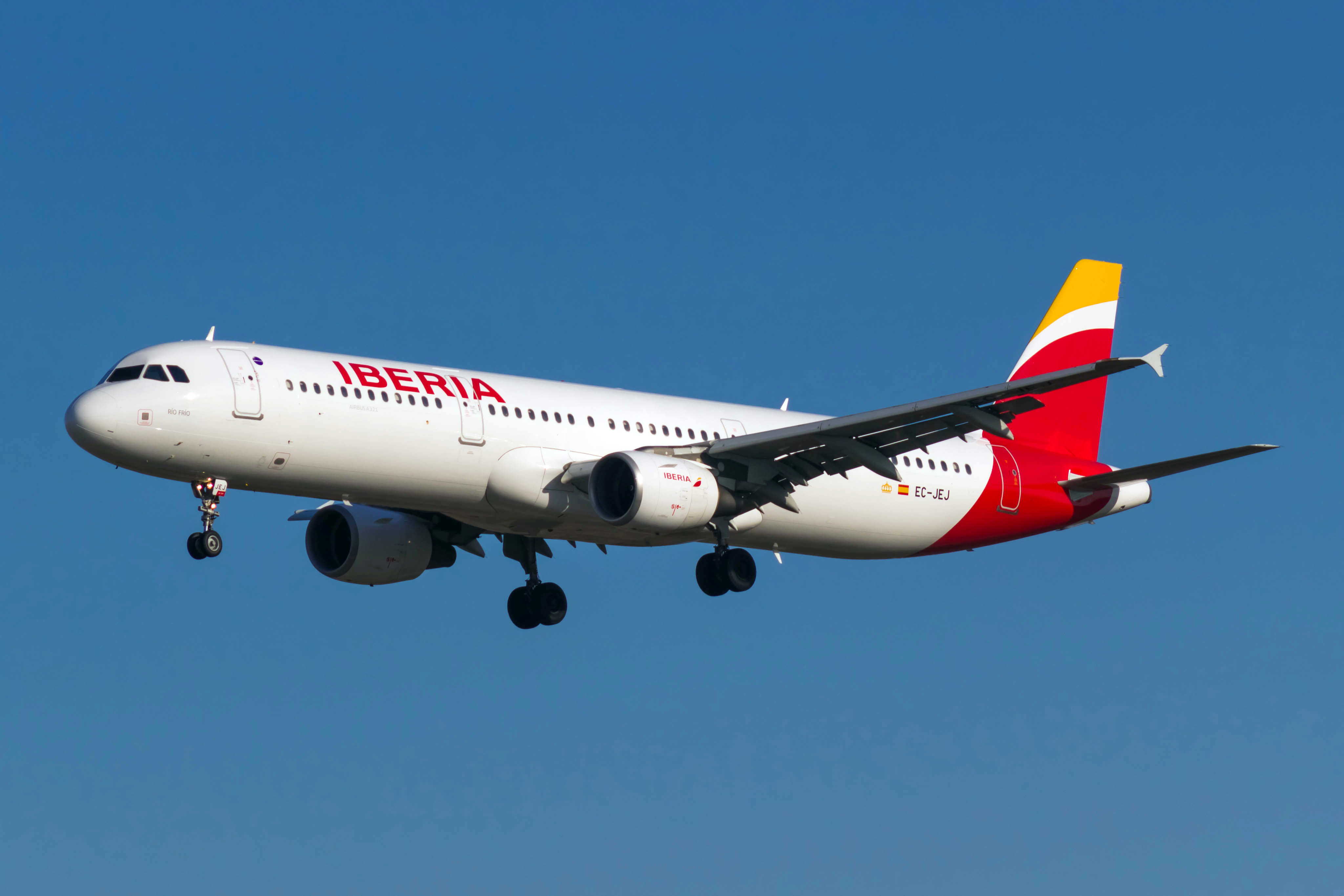
Un Airbus A321-200.

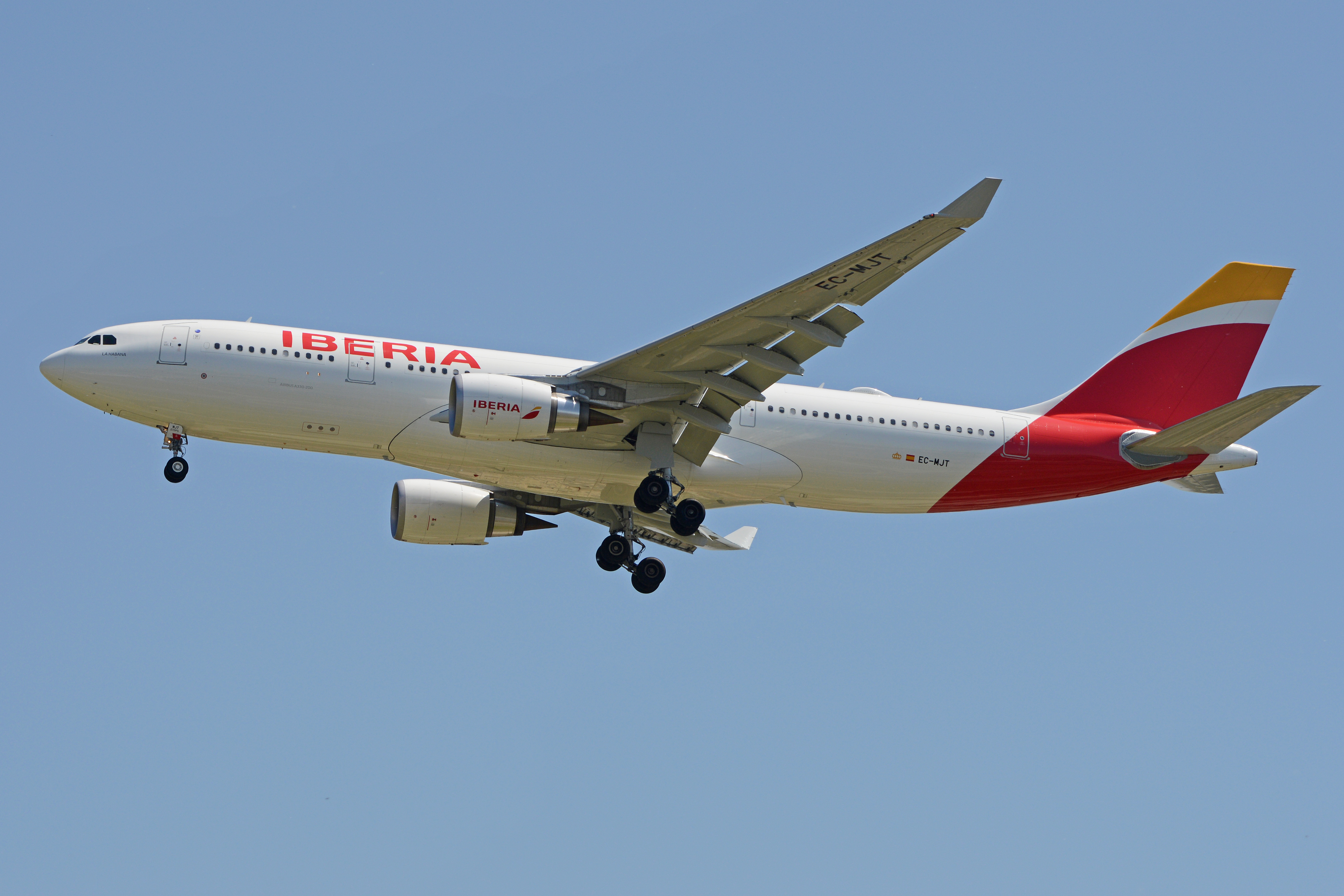
Un Airbus A330-200.

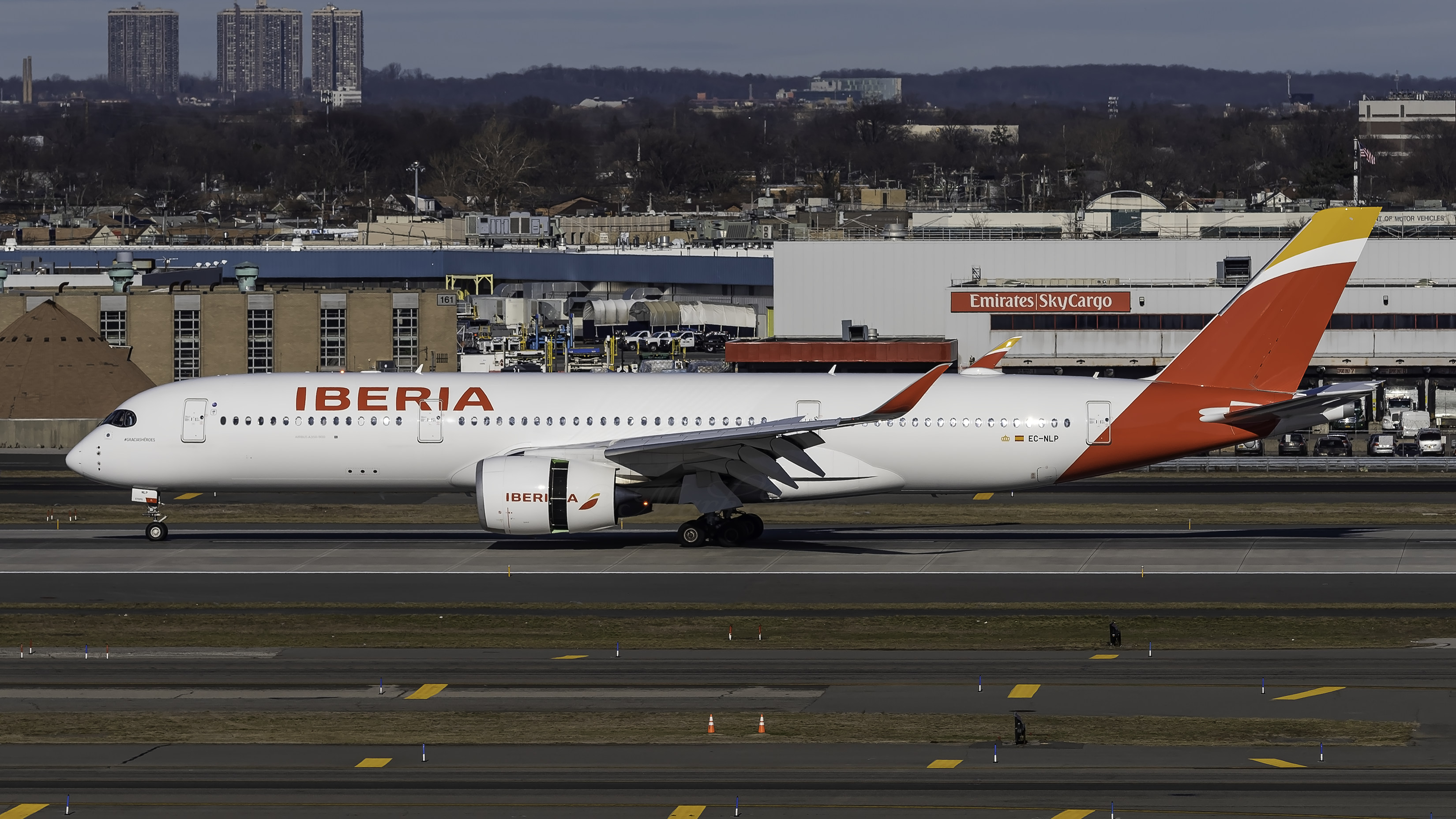
Un Airbus A350-900.

Ad aprile 2025 la flotta di Iberia è così composta:

### Ordini
Il 7 marzo 2011 Iberia ordinò 8 Airbus A330-300 (con opzioni per altri 8) con l'obiettivo di rinnovare la flotta di lungo raggio. Questo ordine di aeromobili è il primo effettuato da Iberia da quando fa parte di IAG.
Il primo Airbus A330-300 venne consegnato alla compagnia all'inizio di febbraio 2013.
Con l'obiettivo di una ristrutturazione della compagnia spagnola, IAG ha in contratto con Airbus opzioni per 32 Airbus A350-900 XWB e con Boeing opzioni per 12 Boeing 787-9 Dreamliner. Il contratto specificava però che le opzioni non si sarebbero convertite in ordini finché la ristrutturazione non avrebbe cominciato ad avere esiti positivi dando garanzie per il futuro. Il 1º agosto 2014 la compagnia, dopo aver annunciato il primo utile nel precedente risultato trimestrale, ha convertito 8 opzioni in ordini per l'Airbus A350-900, ordinando in concomitanza anche 8 Airbus A330-200. Questi aerei saranno utilizzati per sostituire 17 Airbus A340, migliorando così l'efficienza della flotta.

### Flotta storica

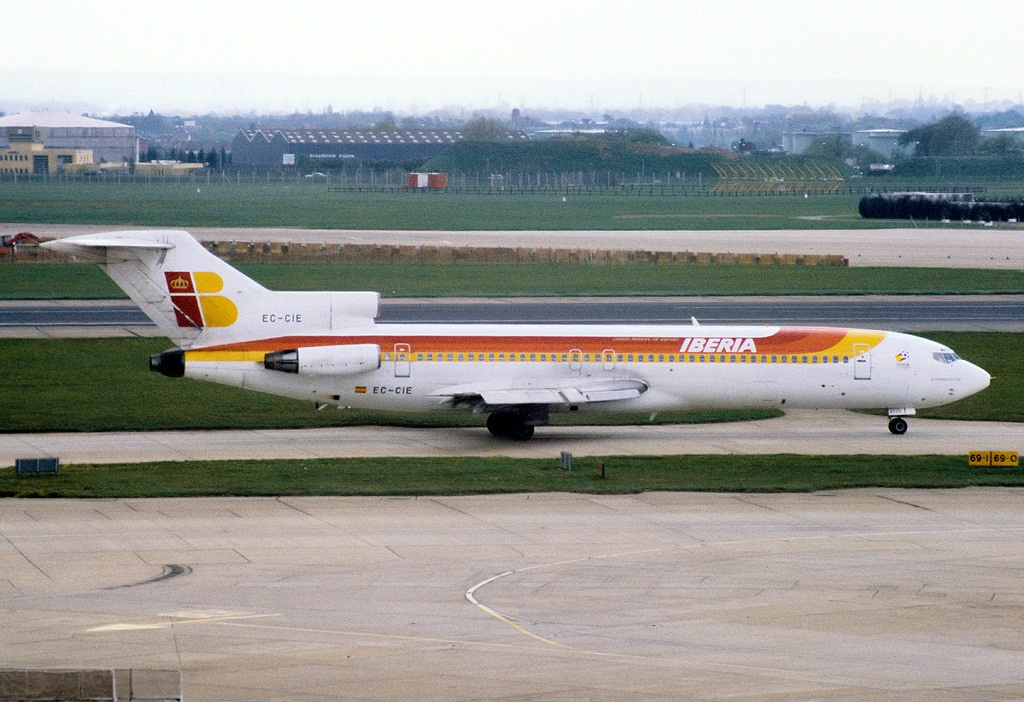
Un Boeing 727-200 nel 1982.

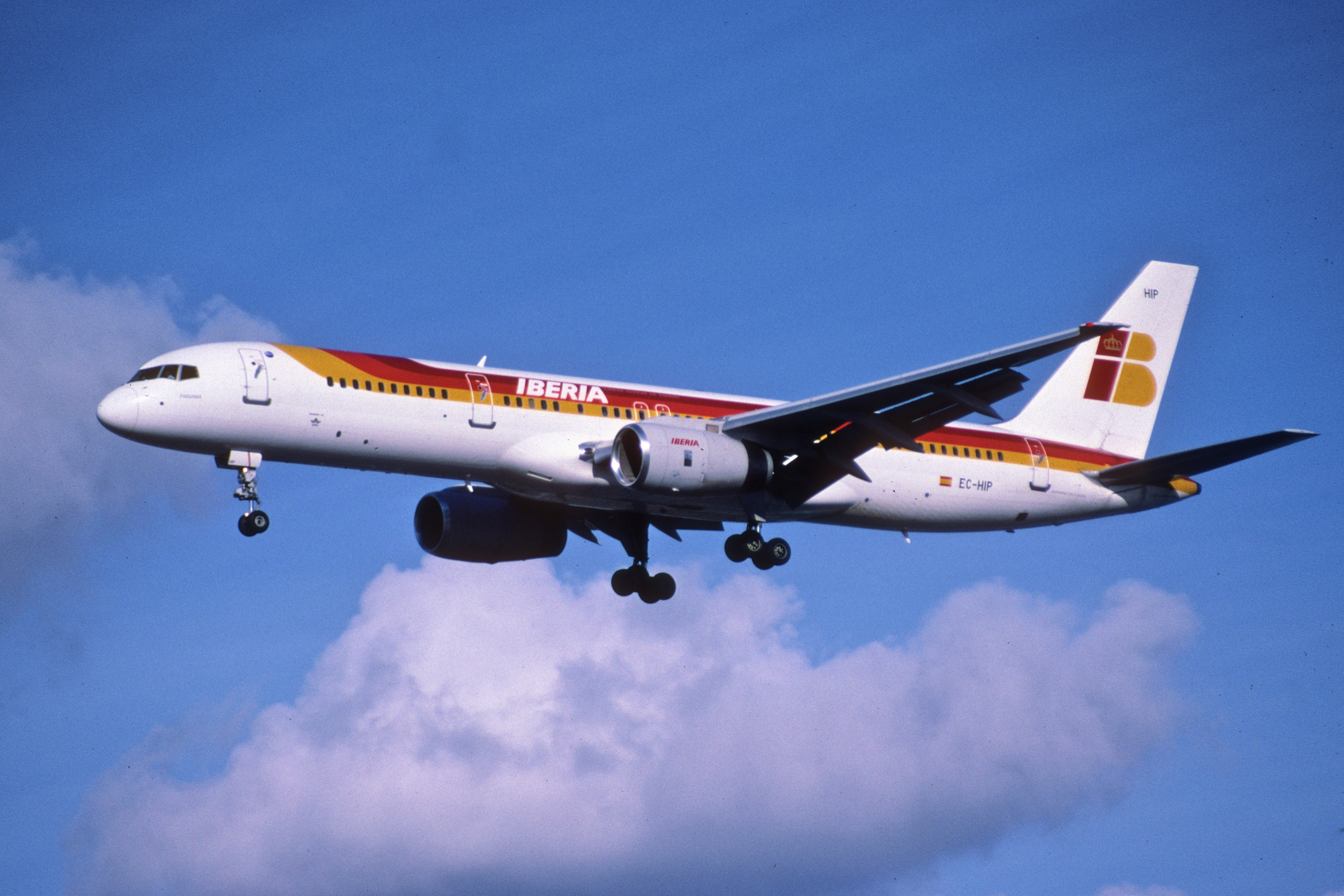
Un Boeing 757-200 nel 2001.

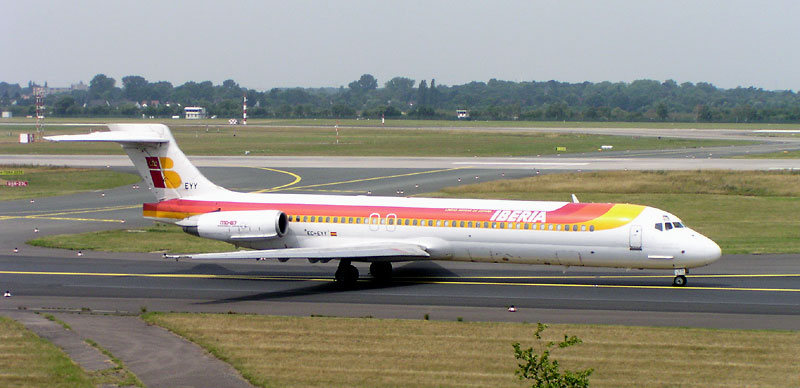
Un McDonnell Douglas MD-87 nel 2003.

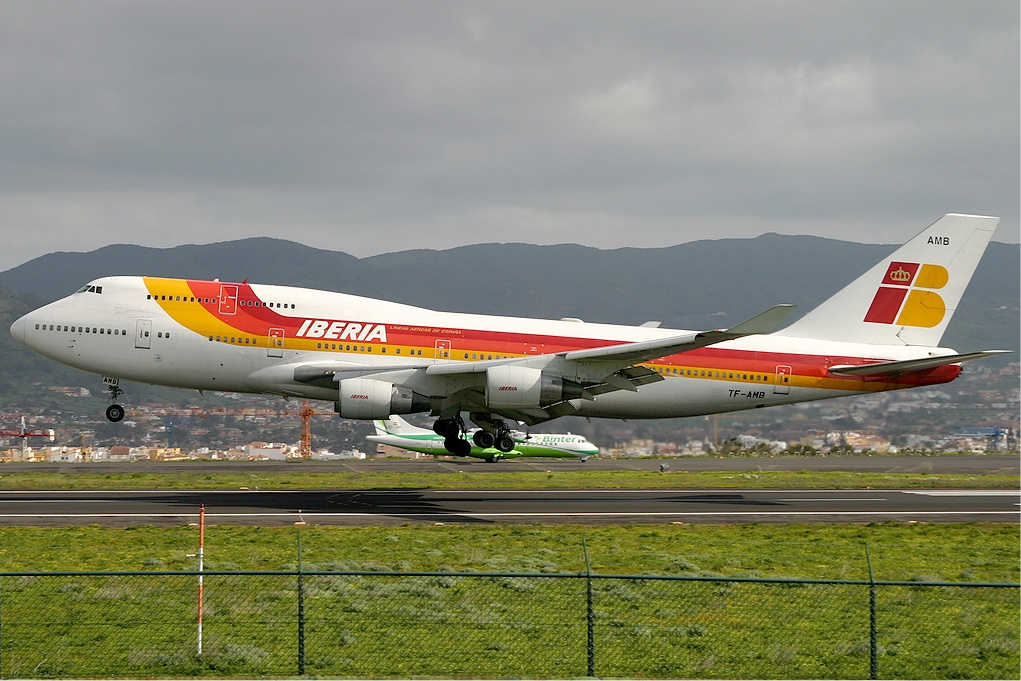
Un Boeing 747-400 nel 2006.

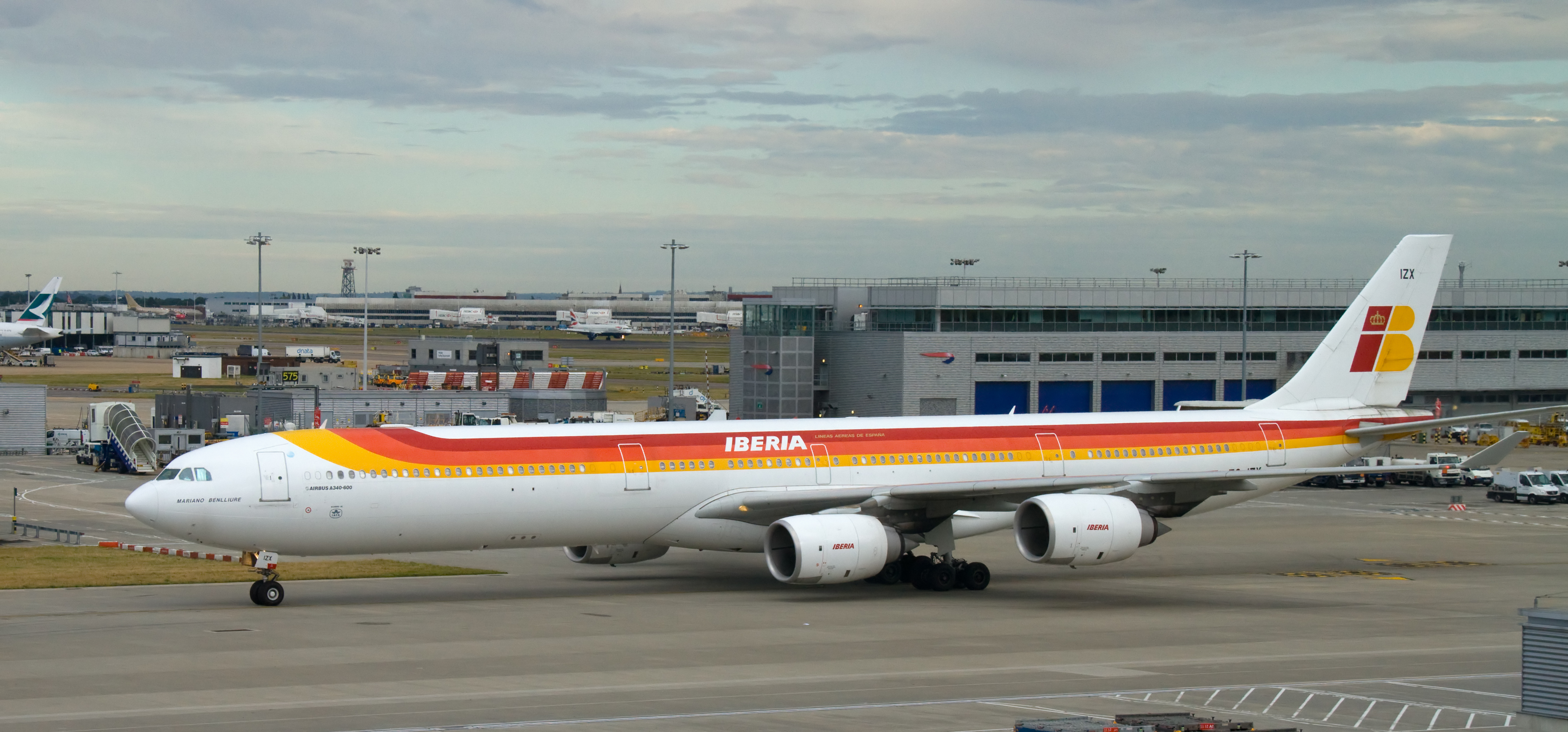
Un Airbus A340-600 nel 2012.

Nel corso degli anni Iberia ha operato con i seguenti modelli di aeromobili:

## Incidenti
- Il 16 marzo 1939 un Junkers Ju 52 si è schiantato a causa del maltempo sulla Sierra de Gredos mentre operava il volo regolare da Salamanca a Siviglia.
- Il 18 dicembre 1939 un Junkers Ju 52 è stato erroneamente abbattuto dall'arma contraerea britannica mentre passava nei cieli di Gibilterra durante il volo da Tétouan a Siviglia in quanto venne scambiato per un aereo tedesco. Tre membri dell'equipaggio e sette passeggeri persero la vita.
- Il 2 febbraio 1944 un Douglas DC-2 si è schiantato durante la fase di avvicinamento all'Aeroporto di Barcellona a causa della rottura di un motore causata dalla formazione di ghiaccio nel carburatore. Sei passeggeri e un membro dell'equipaggio dei sedici a bordo morirono.
- Il 23 dicembre 1948 un Douglas DC-3 si è schiantato a causa del maltempo presso Gandesa uccidendo tutte le 27 persone a bordo.
- Il 29 aprile 1959 un Douglas DC-3 si è schiantato sulla Sierra de Valdemeca, vicino a Cuenca, dopo essere stato deviato a causa del maltempo. Morirono tutti i 28 occupanti.
- Il 31 marzo 1965 un Convair 440 è precipitato in mare in avvicinamento a Tangeri uccidendo 50 dei 53 occupanti. Inizialmente si disse che l'incidente avvenne a causa di un sabotaggio, ma successivamente si verificò che fu causato da uno stallo del motore.
- Il 4 novembre 1967 un Sud Aviation Caravelle operante il Volo Iberia Airlines 62 si è schiantato al Black Down Hill del Sussex, Regno Unito, uccidendo tutti i 37 passeggeri e l'equipaggio a bordo.
- Il 7 gennaio 1972, il Volo Iberia Airlines 602, operato da un Sud Aviation Caravelle proveniente da Valencia e diretto a Ibiza si schiantò in avvicinamento all'Aeroporto di Ibiza uccidendo tutte le 104 persone a bordo.
- Il 5 marzo 1973 morirono 68 persone quando un Douglas DC-9, in volo da Palma di Maiorca a Londra, entrò in collisione con un Convair 990 della Spantax a 8.000 m sopra i cieli di Nantes, nella Francia occidentale. L'incidente avvenne durante uno sciopero dei controllori di volo francesi. Nell'incidente perse la vita Michael Jeffery ex manager di Jimi Hendrix.
- Il 17 dicembre 1973 un McDonnell Douglas DC-10 con registrazione EC-CBN[collegamento interrotto] uscì di pista in atterraggio a Boston. Non ci sono state vittime tra le 168 persone a bordo, ma il velivolo venne demolito.
- Il 7 dicembre 1983 un Boeing 727 registrato EC-CFJ, operante il Volo Iberia 350, entrò in collisione con il Volo Aviaco 134 operato da un Douglas DC-9 registrato CE-CGS. A causa della nebbia intensa i due aerei, in fase di rullaggio sulla pista all'Aeroporto di Madrid, si schiantarono. Tutte le persone sul volo Aviaco morirono per un totale di 85 morti, tra cui la famosa attrice messicana Fanny Cano.
- Il 19 febbraio 1985, il Volo Iberia 610, operato da un Boeing 727-256 si è schiantato dopo aver colpito un'antenna televisiva installata sulla vetta del Monte Oiz durante l'atterraggio a Bilbao, uccidendo 148 persone.
- Il 26 luglio 1996 il Volo Iberia 6621, operato da un McDonnell-Douglas DC-10-30 in volo da Madrid a L'Avana, venne dirottato. Il dirottatore, un cittadino libanese di nome Ibrahim Saada, esigeva che il volo venisse deviato verso l'Aeroporto Internazionale di Miami. Ibrahim Saada venne arrestato e scontò 20 anni di carcere. Nessuno è rimasto ferito e i passeggeri raggiunsero Cuba alcune ore più tardi.
- Il 9 novembre 2007 un Airbus A340-600, registrato EC-JOH, è stato gravemente danneggiato dopo esser uscito di pista a Quito. Non vi furono feriti.